# 三重県立白子高等学校
三重県立白子高等学校（みえけんりつ しろここうとうがっこう）は、三重県鈴鹿市にある県立の高等学校。

## 概要
普通科・生活創造科合計で一学年6～7クラスの高等学校である。進学先としては中堅かそれ以下の大学および専門学校が多い。学生の男女比が顕著で、女子学生が男子学生の1.5倍ほどの比率で在学する傾向が続いている。これは各学年それぞれ1クラスずつある生活創造科と普通科文化教養（吹奏楽コース）がほぼ全員女子だということが大きく影響しているものであるが、近年は男子生徒も増加傾向にある。
県内でほかに類をみない吹奏楽コースを持っており、吹奏楽部は全日本吹奏楽コンクールをはじめとした県内コンクールで常に上位入賞を果たし、県代表の座を20年以上連続して獲得している。
また他の文化部でも新聞部、軽音楽部が全国大会に出場するなど盛んに活動している。
運動部では卓球が有名で女子は28年連続･通算37回のインターハイ予選団体戦優勝、男子も4年連続･通算13回の優勝(令和5年現在)を誇り、2015年と2023年のインターハイ男子シングルスで5位入賞、2017年の女子ダブルスで3位入賞、2021年の全国選抜女子学校対抗で5位入賞となり、日本代表選手も輩出する全国屈指の強豪である。その他にも男子剣道も（令和4年現在）県大会上位に進出する強豪である。
2020年（令和3年）に創立100周年を迎えた。

## クラブ一覧

### 運動部
- 硬式野球部
- サッカー部
- 男女バスケットボール部
- 男女テニス部
- 男女剣道部
- 女子バレーボール部
- 男女卓球部
- 男女ハンドボール部
- 男女陸上競技部
- ダンス部

### 文化部
- 吹奏楽部
- 放送部
- ボランティア部
- 写真部
- 書道部
- 声優部
- 茶道部
- 料理部
- 新聞部
- 合唱部
- 手芸部
- 軽音楽部
- 着付け部
- 美術部

## 学科
- 普通科
  - 普通コース
  - 文化教養（吹奏楽）コース
- 生活創造科

## 校歌
山口誓子が作詞、城多又兵衛が作曲して作られた。
校歌は4番まで存在するが、普段は2番までしか歌われない。

## 沿革
- 1920年（大正9年） - 河芸郡長の片岡宇太郎の働きかけにより白子町外21か村組合立高等女学校として開校[3]。
- 1923年（大正12年） - 三重県に移管、三重県立河芸高等女学校に改称[3]。
- 1948年（昭和23年） - 旧制・三重県立神戸中学校、鈴鹿市立高等女学校、鈴鹿市立工業学校と統合し、三重県神戸高等学校となる。旧・河芸高女は白子部として存続する。
- 1949年（昭和24年） - 三重県鈴鹿高等学校白子部に改称。
- 1950年（昭和25年） - 三重県白子高等学校として独立。
- 1955年（昭和30年） - 三重県立白子高等学校に改称。

## 交通アクセス
- 近鉄名古屋線 白子駅西口から三重交通バス01系統平田町駅、03系統鈴鹿サーキット行きで「新生」下車、徒歩で約7分。
- 近鉄名古屋線 白子駅から徒歩で約10分。

## 出身者
- 加藤紀子（タレント）：東京都立代々木高等学校へ転校した。
- 西飯美幸（卓球全日本チャンピオン）
- 西飯由香（卓球全日本チャンピオン）
- 宝満まどか（タレント）
- 真山隼人（浪曲師）：鈴鹿市シティセールス特命大使「鈴鹿と・き・め・きドリーム大使」
- 山中智恵子（歌人）：河芸高等女学校卒。